# ساندارد
ساندارد (به سوئدی: Sandared) یک منطقهٔ مسکونی در سوئد است که در بخش بوروس واقع شده‌است. ساندارد ۲٫۵۵ کیلومتر مربع مساحت و ۳٬۱۶۰ نفر جمعیت دارد.